# 天鹅岛 (巴黎)

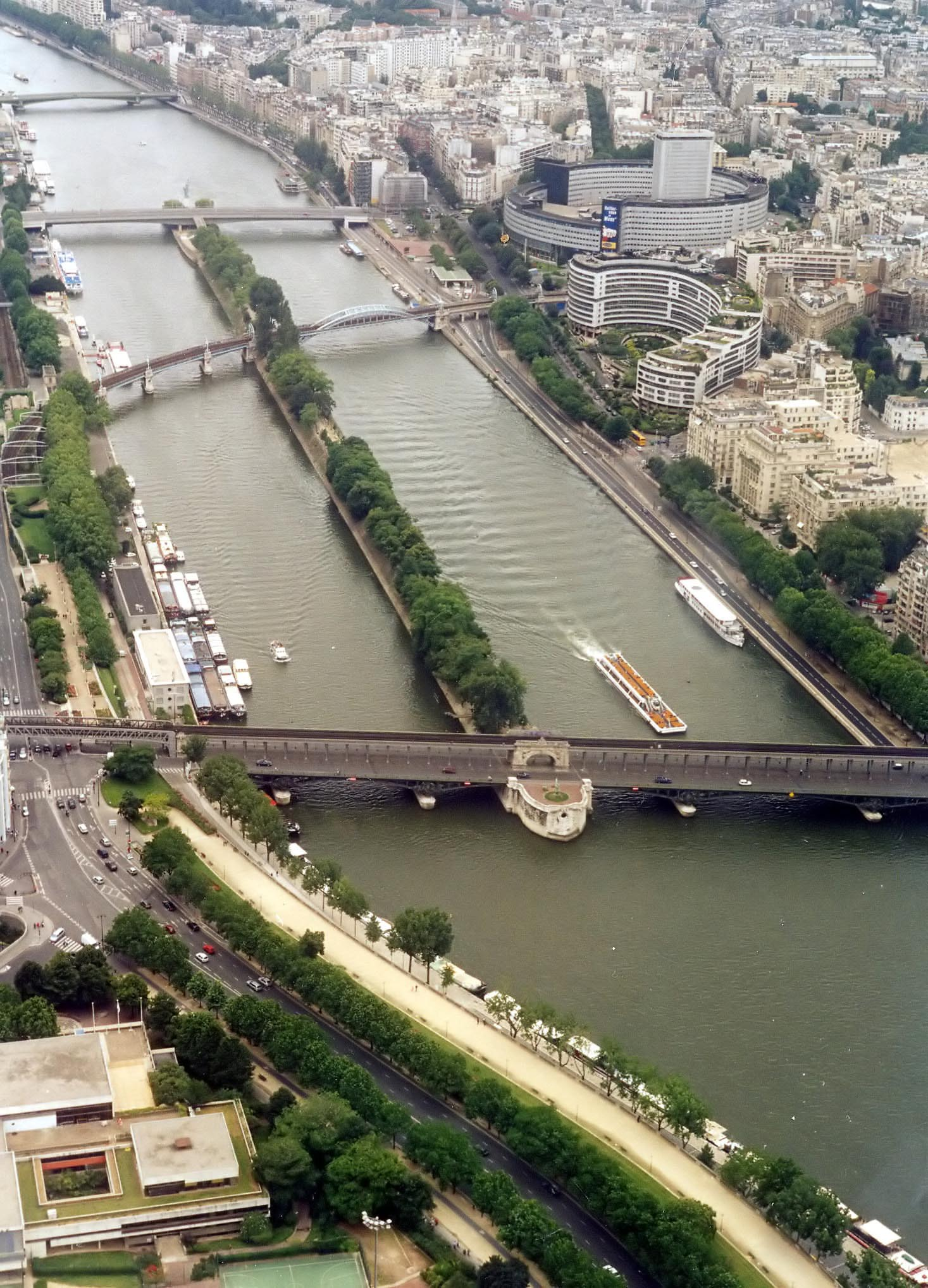
从埃菲尔铁塔望向天鹅岛

天鹅岛（法語：Île aux Cygnes）是法国巴黎塞纳河中央的一个岛屿，同时属于巴黎十五区和巴黎十六区。此岛是一个人工岛，在1827年为保护格勒纳勒港口而建造。岛屿的名称来自一个已消失的岛屿天鹅岛，在18世纪后期之前是战神广场的一部分。
岛屿呈狭长形状，长850米，最宽处宽11米。一条林荫大道天鹅径（l'Allée des Cygnes）贯穿整个岛屿。

## 地理位置
岛的东北端形成一个长约15米、宽约15米的平台，位于比尔哈凯姆桥的上游，与该桥在同一水平线上，上面矗立着法兰西复兴者的雕像；从比尔哈凯姆桥的下游有一条楼梯，通往一条长长的林荫大道，这条大道构成了该岛的主要部分，宽度为11米，这还不包括两边形成岛底的倾斜平面；岛的下游端，长约一百七十米，由一个宽约三十米、较低的平台组成，上面矗立着自由女神像的复制品，其两岸是垂直的。从主走道上，人们通过两侧的楼梯下到这个平台，而通过爬上中央的倾斜天桥到达格勒纳勒桥。
面积约为1.3公顷的天鹅岛是巴黎三个岛屿中最小的，但比圣路易岛（其最大的对角线仅700多米）长。
它朝向塞纳河右岸法国广播电台大厦，并靠近塞纳河岸区的左岸。
贯穿了天鹅岛大部分面积的小巷被称为天鹅巷，这就是为什么该岛被命名为天鹅岛。

## 历史
该岛创建于1825年，并于1827年用砖石加固，最初是一个堤坝，构成了格勒内尔河港的一个组成部分，当时除了堤坝之外，还有一个河站（货物仓库）和格勒纳勒桥，是格勒纳勒城市规划项目（1824-1829）的框架内完成的。格勒内尔桥在1873年倒塌后，于1874年重建。1889年，自由女神像建在了这座桥的中间地带，并位于岛的顶端。

## 交通
游客可以乘坐巴黎地铁10号线，RER C线和地铁6号线到达天鹅岛。